# Mark Lyons
Pour les articles homonymes, voir Lyons.
Mark Lyons, né le 21 juin 1990, à Schenectady, dans l'État de New York, est un joueur américain de basket-ball. Il évolue au poste d'arrière.

## Biographie
Le 11 juillet 2013, il signe à Roanne, dans le championnat français de première division. Après trois matches, son entraîneur, Luka Pavićević en attend davantage de Lyons. En janvier 2014, après un retour aux États-Unis, il est bloqué à Zurich. Il manque ainsi la reprise des entraînements et Roanne envisage de se séparer de Lyons. Ne pouvant plus revenir en France à la suite de l'expiration de son visa touristique qui aurait dû être remplacé par un visa de travail, il est licencié par Roanne.
Le 10 février 2014, il rebondit en Croatie, au KK Zadar.
Le 7 septembre 2014, il part en Belgique où il signe au Spirou Charleroi. Mais, le 7 octobre 2014, il quitte le club belge. Il part ensuite en Israël pour jouer à l'Ironi Nahariya.
Le 25 juillet 2015, il reste en Israël et signe au Maccabi Rishon LeZion. À la fin de la saison, il remporte le titre de champion d'Israël 2016.
Le 31 juillet 2016, il part en Turquie où il signe à l'Uşak Sportif. Le 26 décembre 2016, il retourne en Israël et signe pour l'Hapoël Tel-Aviv.
Le 15 juillet 2017, il reste en Turquie mais s'engage avec le Gaziantep Basketbol. Le 17 janvier 2018, le club turc rompt son contrat avec Lyons. Il part alors en Russie où il joue pour l'Ienisseï Krasnoïarsk.
Le 10 août 2018, il part au Liban où il signe au Riyadi Club Beyrouth. Le 19 février 2019, il quitte Beyrouth pour le Victoria Libertas Pesaro, en première division italienne.

## Palmarès
- Champion d'Israël : 2016 avec le Maccabi Rishon LeZion